# Jorge Fernández Madinabeitia
Jorge Fernández Madinabeitia (Alicante, 8 de agosto de 1972) es un presentador de televisión, exbaloncestista, modelo y actor español, conocido por presentar el programa de Antena 3 La ruleta de la suerte y por interpretar el papel de Andrés en Los Serrano.

## Biografía
Nacido en Alicante, vivió su infancia en la localidad guipuzcoana de Mondragón, de donde se considera. Es licenciado en Educación Física por la UPV/EHU, en el IVEF (Instituto Vasco de Educación Física) de Vitoria e impartió clases de Educación Física en el colegio concertado Virgen Niña de Vitoria. Jugó al baloncesto, llegando a debutar en la Liga ACB con el Saski Baskonia en la temporada 1997-98.

Debido a una grave lesión en la rodilla tuvo que retirarse del baloncesto profesional cuando tenía 26 años.
A los 26 años decidió trabajar en una Agencia de Modelos en San Sebastián. En 1999 obtuvo el premio Míster España, que conservó dos años seguidos porque el certamen del año 2000 no se celebró.
Tras la obtención del premio Míster España, inició su carrera artística, que le ha llevado a la presentación de numerosos programas de televisión, así como a intervenir en algunas series, como  Los Serrano (2003-2008), donde interpretaba a Andrés, el hermano de Candela.
Desde 2006, presenta el concurso La ruleta de la suerte junto a Paloma López (hasta 2015), y Laura Moure (en la actualidad) en Antena 3, donde también presentó el reality show Esta casa era una ruina. Por ambos trabajos recibió el Premio Ondas en 2008.
En 2 ocasiones (2006 junto a Mónica Martínez y 2010 junto a Sandra Daviú) presentó las Campanadas de Fin de Año siempre en Antena 3. Además, en 2008 junto a Vidina Espino presentó para la misma cadena (y con retransmisión nacional e internacional) las Campanadas de Canarias dentro del especial Abba: The Show.
En 2012 Jorge Fernández presentó junto a Anna Simon en Antena 3 el programa Adiós 2012, adiós.
En el mes de abril de 2014 fue portada de la revista Men's Health con el título: "Una dieta de portada por Jorge Fernández".
En marzo de 2024, Jorge Fernández sufrió un accidente mientras esquiaba, en el que se fracturó varias costillas. El presentador compartió su estado de salud a través de sus redes sociales, asegurando que se encontraba en recuperación y agradeciendo el apoyo recibido.

## Filmografía

### Programas de televisión
| Año           | Título                  | Rol           | Canal |
| ------------- | ----------------------- | ------------- | ----- |
| 2001-2002     | Date el bote            | Presentador   |       |
| 2002-2004     | Gran Hermano            | Copresentador |       |
| 2003          | La quinta esfera        | Presentador   |       |
| 2004          | Gran Hermano VIP        | Presentador   |       |
| 2005          | El verano de tu vida    | Presentador   |       |
| 2005          | Eurovision junior       | Presentador   |       |
| 2005          | Gente de Primera        | Presentador   |       |
| 2006          | Los más                 | Presentador   |       |
| 2006-presente | La ruleta de la suerte  | Presentador   |       |
| 2007-2010     | Esta casa era una ruina | Presentador   |       |
| 2009          | Canta si puedes         | Presentador   |       |
| 2010          | Quiero cantar           | Presentador   |       |
| 2012          | Adiós, 2012, adiós      | Presentador   |       |
| 2014          | ¡Ahora caigo!           | Presentador   |       |
| 2016          | 1, 2, 3... Hipnotízame  | Invitado      |       |
| 2017          | Me resbala              | Invitado      |       |
| 2019-2021     | El juego de los anillos | Presentador   |       |

### Series de televisión
| Año        | Título               | Personaje               | Canal        | Notas       |
| ---------- | -------------------- | ----------------------- | ------------ | ----------- |
| 1999       | El señorío de Larrea | Jorge                   |              | 1 episodio  |
| 2001       | Esencia de poder     | Ramón                   |              | 4 episodios |
| 2002; 2004 | 7 vidas              | Mario                   | 2 episodios  |             |
| 2003       | Los Serrano          | Andrés Blanco Fernández | 10 episodios |             |
| 2005; 2017 | Homo Zapping         | Él mismo                |              | 2 episodios |

### Películas
| Año  | Título          | Personaje                 | Notas       |
| ---- | --------------- | ------------------------- | ----------- |
| 2016 | Cuerpo de élite | Presentador de Campanadas | Papel menor |

## Imagen publicitaria
En 2014 Jorge participó en el anuncio de la marca de desodorantes Rexona patrocinando el maratón organizado por la propia marca.
En 2016 participó en una campaña como imagen de Sushispot, protagonizando varios carteles publicitarios.

## Premios
- Premio Ondas 2008 al mejor presentador de televisión.
- Antena de Oro 2008.